# Potmě jsou všechny kočky černý
Potmě jsou všechny kočky černý – piąty album studyjny czeskiego zespołu pop-rockowego Mandrage. Wydany został 20 listopada 2015 roku przez wytwórnię płytową Universal Music.

## Lista utworów
Opracowano na podstawie materiału źródłowego.
| 1.  | "Potmě jsou všechny kočky černý" | 1:19  |
|     |                                  |       |
| 2.  | "Jaguár na krku"                 | 3:24  |
|     |                                  |       |
| 3.  | "Travolta"                       | 3:15  |
|     |                                  |       |
| 4.  | "Všechno je trapný"              | 3:37  |
|     |                                  |       |
| 5.  | "Brouci"                         | 3:09  |
|     |                                  |       |
| 6.  | "Marmeláda"                      | 3:17  |
|     |                                  |       |
| 7.  | "Je mi to líto"                  | 2:46  |
|     |                                  |       |
| 8.  | "Ona se smála"                   | 3:49  |
|     |                                  |       |
| 9.  | "Sangrie"                        | 3:00  |
|     |                                  |       |
| 10. | "Chůze po provazu"               | 4:08  |
|     |                                  |       |
|     |                                  | 31:44 |
|     |                                  |       |
| O(d) začátku Tour – Hybernia Live 2015 |
| --- |
| 1. „Úplněk” 2. „Realita” 3. „Kapky proti slzám” 4. „Punk Rock Song” 5. „Už mě víckrát neuvidíš” 6. „Andělem” 7. „Hledá se žena” 8. „Mechanik” 9. „Air Arabic” 10. „Františkovy Lázně” 11. „Psycholog” 12. „Šrouby a matice” 13. „Velký boty” 14. „Bezbarvej oheň” 15. „Na dlani” 16. „Černobílá” 17. „Úhel pohledu” 18. „Siluety” 19. „Porcelán” 20. „Tanči dokud můžeš” |

## Autorzy
Opracowano na podstawie materiału źródłowego.
- Michal Faitl – gitara basowa
- Matyáš Vorda – perkusja
- Pepa Bolan – gitara, wokale
- František Bořík – instrumenty klawiszowe
- Armin Effenberger – producent
- Víťa Starý – wokale, gitara
- Divadlo Hybernia – rejestracja koncertu[a]

## Pozycje na listach
| Państwo | Lista            | Najwyższa pozycja |
| ------- | ---------------- | ----------------- |
| Czechy  | Albums – Top 100 | 8                 |

## Historia wydania
| Państwo  | Data              | Format | Wytwórnia             | Źródło |
| -------- | ----------------- | ------ | --------------------- | ------ |
| Czechy   | 20 listopada 2015 | CD DVD | Universal Music Group | [ 4 ]  |
| Słowacja | 20 listopada 2015 | CD DVD | Universal Music Group | [ 4 ]  |